# スウェーデンのナショナルデー
スウェーデンのナショナルデー（スウェーデン語: Sveriges nationaldag）は、スウェーデンで毎年6月6日に祝われる国民の祝日である。この日は、1523年にグスタフ・ヴァーサがスウェーデン国王に就任し、スウェーデンがカルマル同盟から独立した日であり、1809年に新しいスウェーデン憲法が制定された日でもある。この日は1983年までは「スウェーデンの国旗の日」（スウェーデン語: Svenska flaggans dag）と呼ばれていたが、その年に議会で「スウェーデンのナショナルデー」と改称された。また、2005年からは公休日となった。

## 歴史
スウェーデンのナショナルデーの起源は、1916年にストックホルムのオリンピックスタジアムで行われたグスタフ・ヴァーサの国王就任400周年記念式典にさかのぼる。この式典は、スウェーデンの近代国家の基礎を築いたとされるグスタフ・ヴァーサを讃えるものであり、以後6月6日は「国旗の日」として祝われるようになった。しかし、この日が公式な祝日となったのはずっと後のことである。1983年に議会で「国旗の日」から「ナショナルデー」へと改称されたが、当時はまだ労働者に休暇が与えられるものではなかった。2004年に議会で公休日とする法案が可決され、2005年から施行された。これにより、以前は公休日だった聖霊降臨祭月曜日（ペンテコステ）が廃止された。

## 行事
スウェーデンでは、この日に黄色と青の国旗を掲げたり、王室や政府や市民団体が主催する式典やパレードに参加したりする。また、民族衣装を着てダンスを踊ったり、伝統的な料理や菓子を食べたりする人もいる。特にストックホルムでは、王宮やスカンセン公園で盛大な行事が行われる。王宮では、国王と王妃が式典に出席し、国旗を掲揚し、民族衣装を着た子供たちから花束を受け取る。スカンセン公園では、国王と王妃が民衆に挨拶し、王太子女や王太子妃などの王族も参加する。また、この日には全国各地で新しいスウェーデン市民を歓迎する式典も開催される。
スウェーデン国旗を飾ったナショナルデーケーキが6月6日限定で販売されるほか、家庭で手作りすることもある。